# Eisenbahnunfall im Kaiser-Wilhelm-Tunnel (1948)
Der Eisenbahnunfall im Kaiser-Wilhelm-Tunnel am 22. November 1948 wurde durch eine Kohlenstaubexplosion ausgelöst, die den Führerstand einer Dampflokomotive in Brand setzte. Durch die überlegte Handlungsweise des Lokomotivführers August Vochtel, der eine Katastrophe abwendete, wurde der Unfall sehr bekannt.

## Ausgangslage
Der internationale Schnellzug D 21 verkehrte von Paris Gare de l’Est über Luxemburg nach Koblenz Hauptbahnhof. Der Zug war mit etwa 700 Reisenden besetzt, darunter etwa 200 Angehörige des Militärs und der Verwaltung der Französischen Besatzungszone.
Um 18:34 Uhr traf der Zug in Trier Hauptbahnhof ein, wo er planmäßig um weitere Personenwagen verstärkt wurde und ebenfalls ein Lokwechsel stattfand. An diesem Tag konnte die Planlok wegen eines Tragfederbruches nicht eingesetzt werden. Als Ersatz stand nur eine Güterzuglokomotive der Baureihe 50 zur Verfügung, die soeben von einem Einsatz in den Bahnhof zurückkehrte. In der Eile, die Maschine für ihren ungeplanten Einsatz herzurichten, verletzte sich deren Lokomotivführer schwer am Kopf und fiel für die Zugleistung aus, sodass August Vochtel als Ersatz einspringen musste, der eigentlich einen Zug nach Apach fahren sollte.
Beim Anstellen der Lichtmaschine brannten alle Glühlampen an der Lokomotive durch, worauf die Kennzeichnung der Zugspitze vorne an der Lokomotive durch Petroleumlampen hergestellt wurde, im Führerstand setzten Lokführer und Heizer ihre Karbidlampen ein, um Anzeigen und betriebliche Unterlagen (v. a. den Buchfahrplan) zu beleuchten. Um 19:07 Uhr konnte der Zug mit 25 Minuten Verspätung abfahren.

## Unfallhergang
Die Fahrt über die Moselstrecke führte durch den 4,2 km langen Kaiser-Wilhelm-Tunnel. Für die Durchfahrt dieses langen Tunnels galten besondere Vorschriften. So durfte innerhalb des Tunnels die Tür zur Feuerbüchse auf der Lokomotive nicht geöffnet werden. Bei der Durchfahrt von Bullay warf der Heizer zum letzten Mal vor der Tunneldurchfahrt Kohle nach. Den letzten Bahnhof vor dem Tunnel, Eller, durchfuhr der Zug um 20:29 Uhr und anschließend mit etwa 70 km/h in den Tunnel hinein.
Etwa 1200 Meter vor dem Tunnelende entstanden auf der rechten Seite des Führerstandes, der Seite des Lokomotivführers, zahlreiche kleine Stichflammen, die diesen Teil des Führerstandes in Brand setzten und sofort eine erhebliche Hitze entwickelten. Vermutlich hatte die Karbidlampe des Lokführers eine Kohlestaub-Luftmischung explosiv entzündet, die sich durch kleinräumige Luftströmungsverhältnisse in der oberen rechten Ecke des Führerstandes gebildet hatte. Ob die Karbidlampe defekt war, konnte später nicht mehr mit Sicherheit festgestellt werden. Ihr Aluminium war geschmolzen und Tröpfchen davon fanden sich im ganzen Führerstand.
Die Kleidung des Lokomotivführers brannte. Die Instrumente der Lokomotive waren durch den Brand sofort so heiß, dass er sie nicht mehr anfassen konnte. Auch der Heizer, dessen linke Führerstandshälfte zunächst nicht betroffen war, konnte deshalb nicht eingreifen. Der Zug rollte in einem leichten Gefälle und ungebremst auf den Bahnhof Cochem zu.

## Rettungsmaßnahmen
Der Lokomotivführer wich auf den seitlichen Umlauf der Lokomotive aus und versuchte zunächst, das Führerbremsventil durch das Fenster zu erreichen. Das war wegen der Hitze aber auch nicht möglich und er zog sich dabei schwere Verbrennungen im Gesicht und am Arm zu. Daraufhin kletterte er auf dem Umlaufblech der weiterhin mit Reisegeschwindigkeit fahrenden Lok am Windleitblech zur vorderen Pufferbohle durch und öffnete mit dem Fuß vorsichtig den Hahn der Luftleitung. Infolge der ausgelösten Zwangsbremsung kam der Zug etwa 300 Meter vor der Bahnhofseinfahrt, schon wieder im Freien, zum Stehen. Erst als der Zug auf freier Strecke hielt, bemerkte der Zugführer eine Unregelmäßigkeit. Er verließ den Wagenzug und ging zur Lok vor, sah den brennenden Führerstand und fand den schwer verletzten Lokomotivführer. Am nächstgelegenen Streckenfernsprecher verständigte er den Fahrdienstleiter Cochem und brachte den Lokführer zu Fuß zum Bahnhof.

## Folgen
Von den Fahrgästen kam niemand zu Schaden.
Ein maschinentechnischer Beamter, der sich zufällig als Fahrgast im Zug befand, begab sich ebenfalls zur Lok. Ihm gelang es, das Feuer mit dem Wasserschlauch zu löschen, mit dem sonst die Kohlen genässt wurden. Anschließend fuhr er den Zug in den Bahnhof Cochem, wo das dortige Bahnbetriebswerk eine Ersatzlokomotive, ebenfalls der Baureihe 50, zur Weiterbeförderung stellen konnte. An seinem Endbahnhof Koblenz traf der Zug mit 73 Minuten Verspätung ein.
August Vochtel wurde nach dem Unfall aufgrund seiner schweren bleibenden Verletzungen pensioniert. Sowohl der französische Militärgouverneur Marie-Pierre Kœnig als auch Bundespräsident Theodor Heuss zeichneten ihn für die Heldentat aus. Sie wurde mehrfach auch in Kurzgeschichten und Schulbüchern verarbeitet.
Ein vergleichbarer Unfall war bisher nicht aufgetreten (und trat auch nicht mehr auf), es gab lediglich Zwischenfälle, bei denen Lokpersonal Kohlenstoffmonoxidvergiftungen erlitten hatte. In der Folge des Unfalls wurden eine Reihe von Fahrversuchen angestellt, um die Ausgangssituation des Unfalls zu simulieren. Es gelang aber nicht, die Konzentration des entsprechenden Kohlenstaub-Luftgemischs wieder zu bilden. Die Betriebsvorschriften für den Kaiser-Wilhelm-Tunnel wurden angepasst, der Einsatz von Vorspannlokomotiven bedurfte nun einer besonderen Genehmigung. Eine zweite arbeitende Lokomotive sollte immer als Schublokomotive fahren, um zu verhindern, dass die Abgase der Zuglokomotive direkt in den Führerstand der Vorspannlokomotive geblasen wurden. Karbid- und Petroleumlampen im Tunnel waren nun verboten, der Kohlestaub musste vor der Tunneldurchfahrt gründlich aus den Führerständen gekehrt und die gesamte Oberfläche der Kohle im Tender genässt werden.